# Faisalabad (Division)

Division Faisalabad

Die Division Faisalabad ist eine Division in der Provinz Punjab in Pakistan. Der Verwaltungssitz befindet sich in der Stadt Faisalabad. Bei der Volkszählung von 2017 hatte sie eine Einwohnerzahl von 14.177.081 auf einer Fläche von 17.917 km².

## Distrikte
Die Division Faisalabad gliedert sich in vier Distrikte:
| Distrikt       | Hauptstadt     | Größe (km²) | Bevölkerung (2017) | Dichte (Einw./km²) |
| -------------- | -------------- | ----------- | ------------------ | ------------------ |
| Chiniot        | Chiniot        | 2.643       | 1.369.740          | 518                |
| Faisalabad     | Faisalabad     | 5.856       | 7.873.910          | 1.344              |
| Jhang          | Jhang          | 8.809       | 2.743.416          | 311                |
| Toba Tek Singh | Toba Tek Singh | 3.252       | 2.190.015          | 673                |